# Bahama-szigeteki labdarúgó-bajnokság (első osztály)
A BFA Senior League a Bahama-szigeteki labdarúgó bajnokságok legfelsőbb osztályának elnevezése. 1990-ben alapították és 10 csapat részvételével zajlik. A bajnok a bajnokok Ligájában indulhat.

## A 2011–2012-es bajnokság résztvevői
- Baha Juniors FC (Nassau)
- Cavalier FC (Nassau)
- COB (Nassau)
- Dynamos FC (Nassau)
- IM Bears FC (Nassau)
- Lyford Cay Dragons FC (Nassau)
- United FC (Nassau)
- VSB FC (Nassau)

## Az eddigi bajnokok
- 1991/92 : Britam United
- 1992/93 : Britam United
- 1993/94 : Britam United
- 1994/95 : Britam United
- 1995/96 : Freeport F.C. 3-0 JS Johnson United
- 1996/97 : Cavalier FC (Nassau)
- 1997/98 : Cavalier FC (Nassau)
- 1998/99 : Cavalier FC (Nassau)
- 1999/00 : Abacom United FC (Marsh Town) 2-1 Cavalier FC (Nassau)
- 2000/01 : Cavalier FC (Nassau) 2-1 Abacom United (Nagy Bahama)
- 2001/02 : nem volt bajnokság
- 2002/03 : IM Bears FC (Nassau) 2-1 Abacom United (Nagy Bahama) (asdet)
- 2003/04 : final not played
- 2005 : nem volt bajnokság
- 2005/06 : nem volt bajnokság
- 2006/07 : nem volt bajnokság
- 2007/08 : nem volt bajnokság
- 2008/09 : IM Bears FC (Nassau)
- 2009/10 : IM Bears FC (Nassau)
- 2010/11 : IM Bears FC (Nassau)
- 2011/12 : IM Bears FC (Nassau)

## Bajnoki címek eloszlása
| Klub             | Bajnoki címek |
| ---------------- | ------------- |
| Bears FC         | 5             |
| Britam United    | 4             |
| Cavalier FC      | 3             |
| Abacom United FC | 1             |
| Freeport F.C.    | 1             |

## Külső hivatkozások
- Adatok, információg a FIFA honlapján Archiválva 2012. november 9-i dátummal a Wayback Machine-ben